# La Madone de Cimabue portée en procession à Florence
La Madone de Cimabue portée en procession à Florence est une peinture à l'huile de l'artiste anglais Frederic Leighton réalisée à Rome de 1853 à 1855. C'est la première grande œuvre de ce peintre ; elle mesure plus de deux mètres de haut et plus de cinq mètres de large. Elle est exposée à la National Gallery de Londres, à laquelle la reine Élisabeth II l'a prêtée. La peinture est accrochée bien en vue, au-dessus du vestibule principal, juste en face de l'entrée du musée.

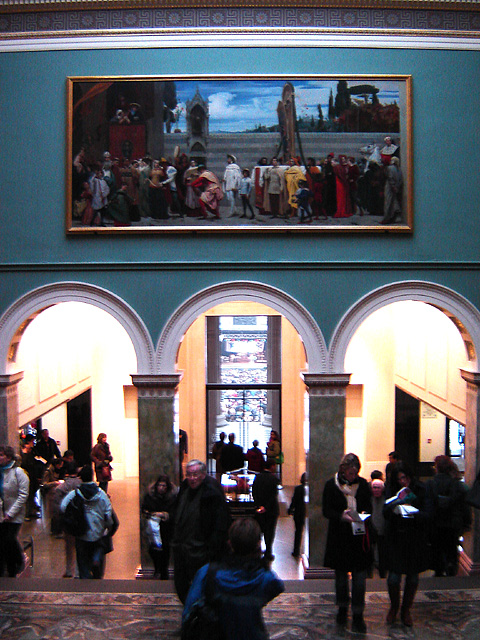
Le tableau de Leighton dans l'entrée de la National Gallery.

## Description
D'après la description que l'historien de l'art Giorgio Vasari en a faite au XVIe siècle, le tableau montre une scène de la procession d'une Madone (un retable d'église) qui avait lieu au XIIIe siècle dans les rues de Florence. La Madone est portée du domicile de l'artiste florentin Cimabue à l'église Santa Maria Novella. Cimabue lui-même précède immédiatement la Madone, couronné de lauriers. Il est flanqué d'un aréopage de personnages, dont son protégé, le jeune Giotto, l'architecte Arnolfo di Cambio, les peintres Gaddo Gaddi, Andrea Tafi, Buonamico Buffalmacco et Simone Memmi, le sculpteur Nicola Pisano et, à cheval, sur la droite du tableau, le roi de Naples, Charles d'Anjou et enfin, appuyé contre le mur de droite, le poète Dante Alighieri.

## Erreur d'attribution deLa Madone
La Madone reproduite est non pas une œuvre de Cimabue, mais la Madone Rucellai de l'artiste siennois Duccio di Buoninsegna. Cette erreur d'attribution dans le titre de l'œuvre de Leighton est le résultat de l'erreur que Vasari a commise en attribuant cette madone à Cimabue et qui n'a été corrigée qu'en 1889 par Franz Wickhoff. La description de la supposée procession accompagnant la Madone Rucellai à Santa Maria Novella, dont aucun document ne fait mention avant Vasari, est calquée sur celle de la manifestation organisée pour le transfert de la Maestà de Duccio au Duomo de Sienne le 9 juin 1311.
La Madone Rucellai et une œuvre semblable correctement attribuée à Cimabue, la Maestà de Santa Trinita, sont toutes deux exposées à la galerie des Offices à Florence.

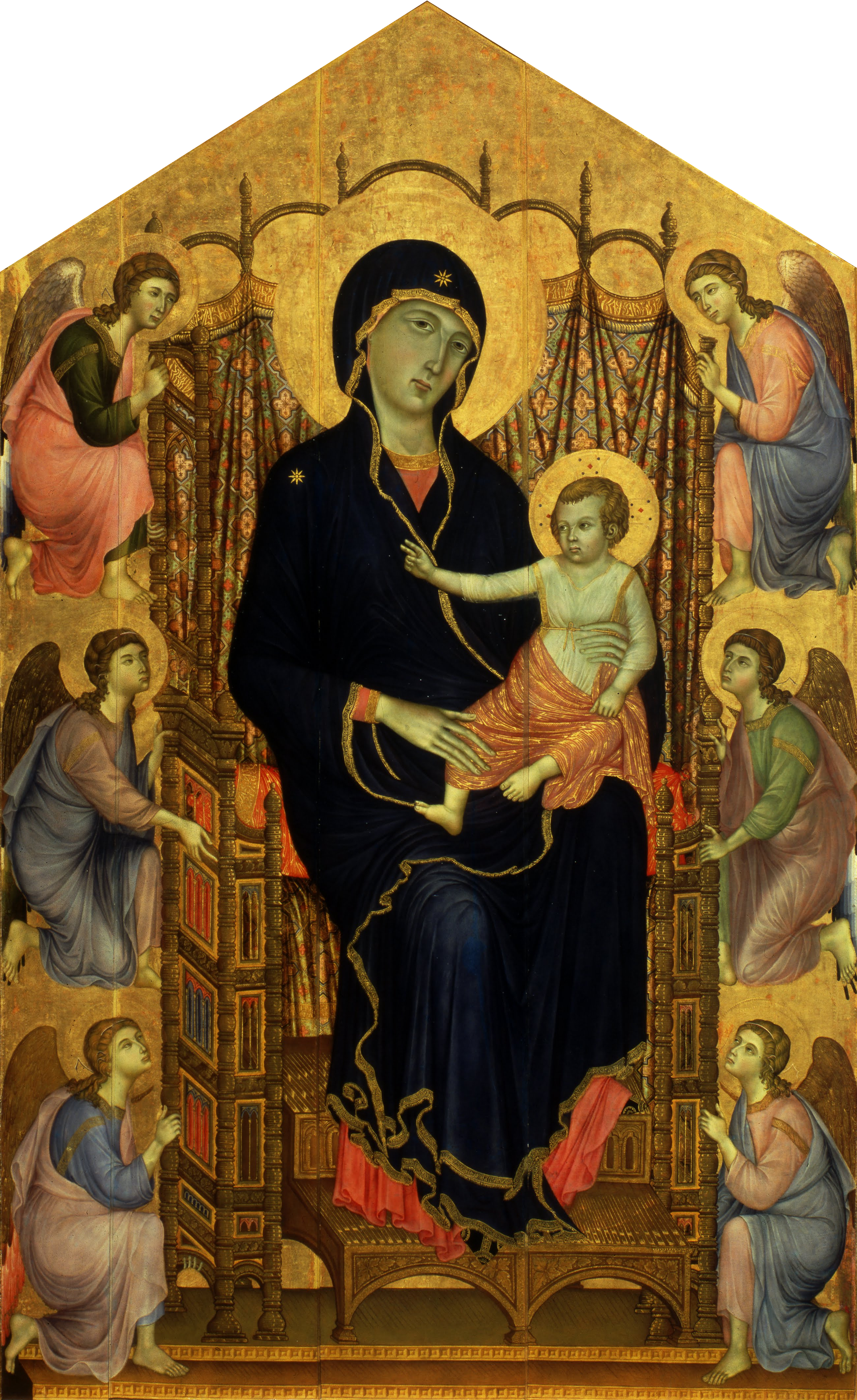
La Madone Rucellai de Duccio
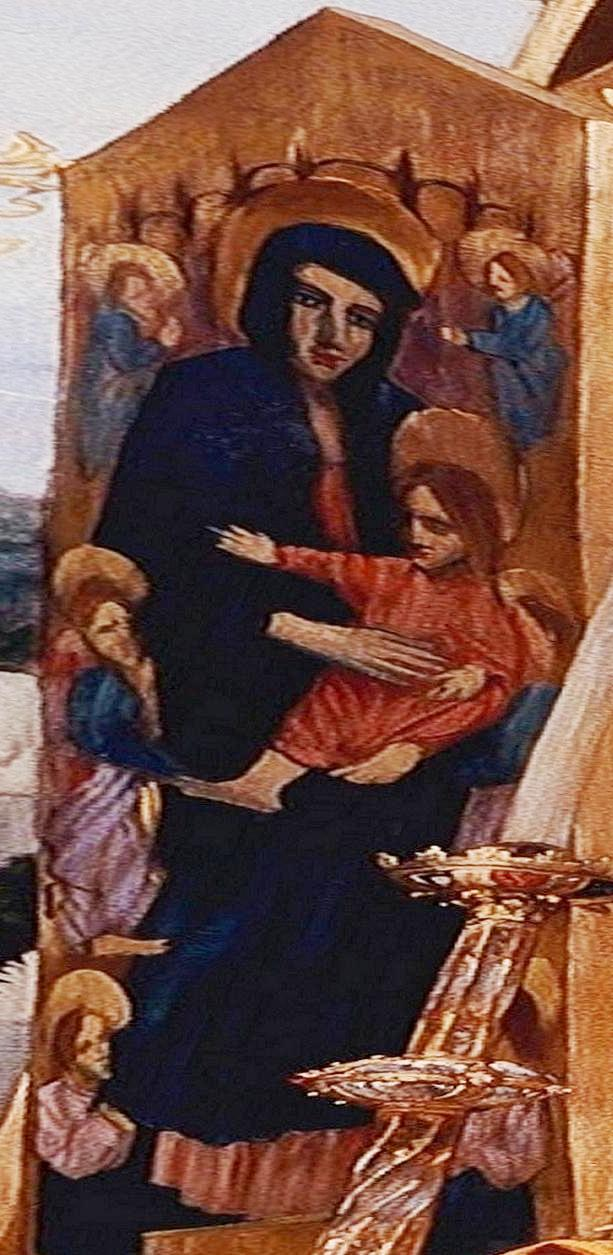
Détail de la peinture de Leighton
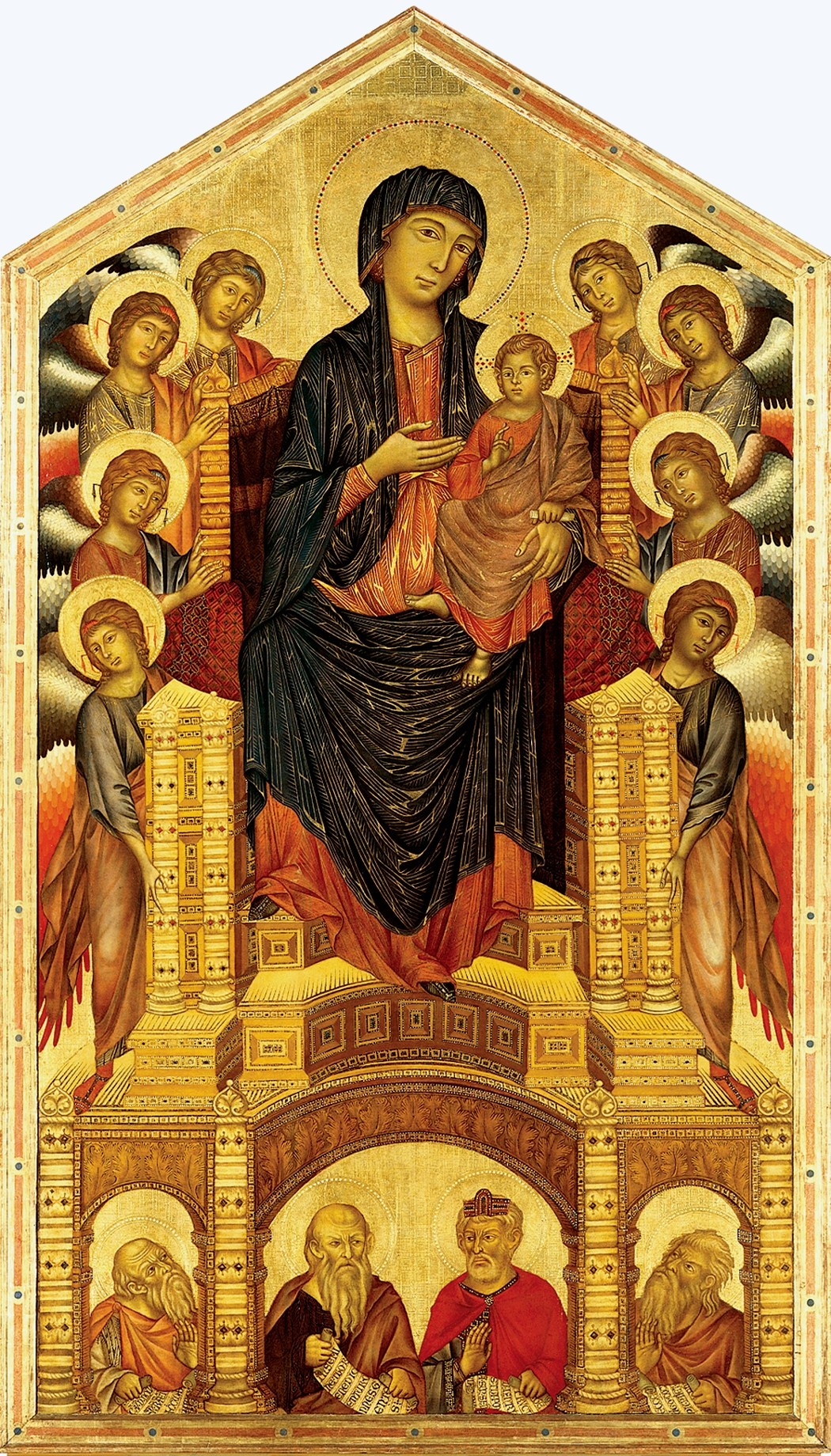
La Maestà de Santa Trinita de Cimabue

## Accueil
La peinture connut un succès immédiat en 1855 lorsque Leighton la présenta à l'exposition de la Royal Academy à Londres : elle valut à son auteur des louanges presque unanimes. La reine Victoria l'acheta le premier jour de l'exposition pour 600 guinées. La National Gallery cite ce que la reine écrivit dans son journal sur cette peinture :

« Il y avait un très grand tableau d'un homme appelé Leighton. C'est une belle peinture, si brillante et si lumineuse, qui rappelle tout à fait une peinture de Paul Véronèse. Albert en était charmé, à tel point qu'il me l'a fait acheter. »

L'artiste anglais Dante Gabriel Rossetti écrivit que l'œuvre prouvait la grande aptitude de Leighton à concevoir de riches arrangements. Son frère, le critique d'art et écrivain William Michael Rossetti, ne fut pas charmé autant par cette peinture : « Son tableau a du volume mais non pas de grandeur, du style mais non pas d'intensité, du design plutôt que de la réflexion, de l'arrangement plutôt que de la conception : c'est une œuvre individuelle, pas particulièrement originale. »

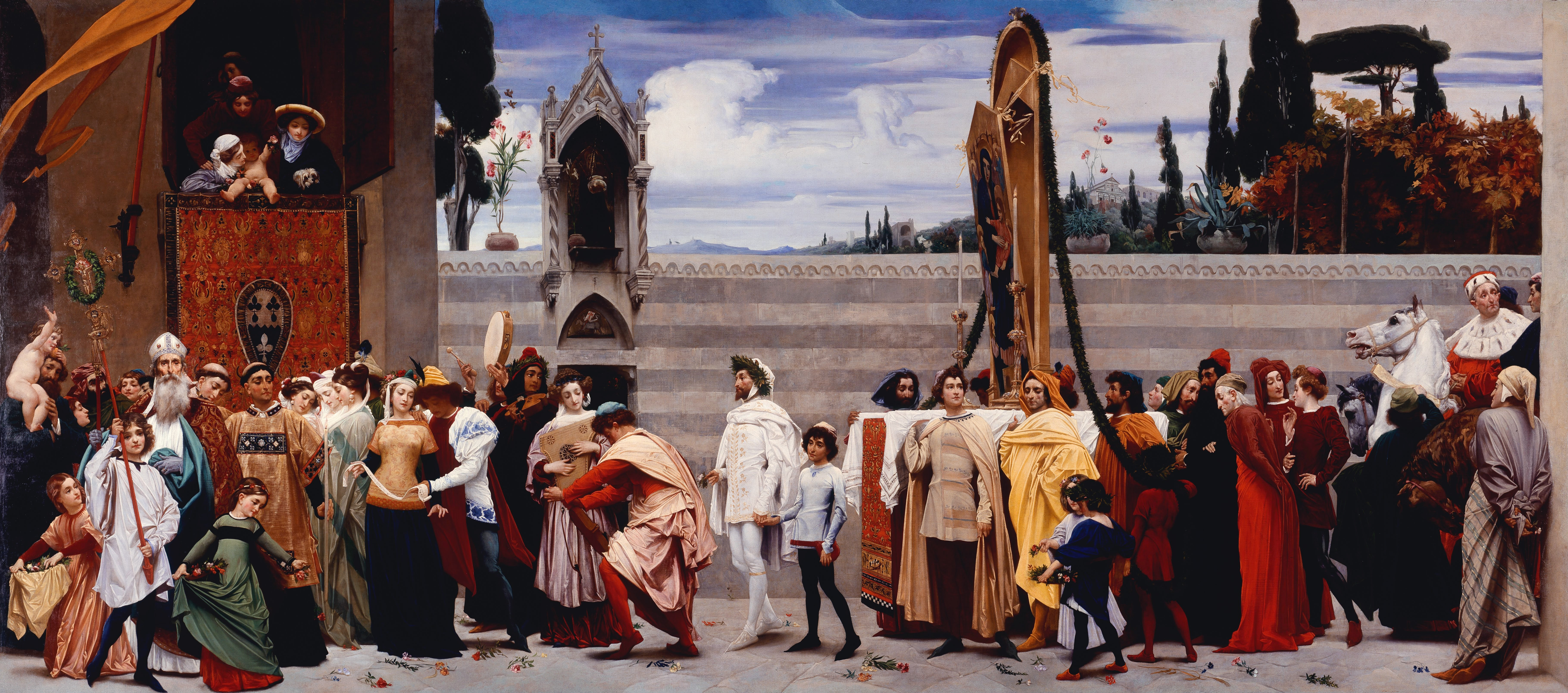
Vue complète de La Madone de Cimabue portée en procession à Florence.